# Komunistička partija Sovjetskog Saveza
Komunistička partija Sovjetskog Saveza (ruski Коммунисти́ческая па́ртия Сове́тского Сою́за) - bila je vladajuća stranka u Sovjetskom Savezu.
Osnovana je 14. ožujka 1898. godine u Minsku, pod nazivom Ruska socijal-demokratska radnička partija (RSDRP).
Njezina boljševička frakcija odigrala je ključnu ulogu u Oktobarskoj revoluciji 1917., koja je dovela do uvođenja socijalističkog poretka u Rusiji.
Od sredine 1920-ih, komunistička partija je bila jedina stranka u zemlji. Bez obzira na to što nije formalno obrazovala partijske organe uprave, njezin faktički pravni status kao rukovodeće sile sovjetskog društva i jednostranačkog sustava SSSR-a bio je zakonski ozvaničen u Ustavu SSSR iz 1977. godine.
Stranka je raspuštena i zabranjena 1991. godine, da bi 9. srpnja a 1992. bio organiziran plenum CK KPSS-a, a 10. listopada 1992. XX. konferencija KPSS-a. Tada je izabran organizacijski odbor XXIX. kongresa KPSS-a, koji je održan 26. i 27. ožujka 1993. godine u Moskvi. Na tom kongresu, KPSS se transformirao u SKP-KPSS (Savez komunističkih partija - Komunistička partija Sovjetskog Saveza).

## Službeni nazivi
- Ruska socijal-demokratska radnička partija (ruski Российская социал-демократическая рабочая партия) RSDRP - od 1898. do 1912. godine
- Ruska socijal-demokratska radnička partija (boljševika) (ruski Российская социал-демократическая рабочая партия) RSDRP (b) - od 1912. do 1918. godine
- Ruska komunistička partija (boljševika) (ruski Российская коммунистическая партия (большевиков)) RKP (b) - od 1918. do 1925. godine
- Svesavezna komunistička partija (boljševika) (ruski Всесоюзная коммунистическая партия (большевиков) SKP (b) - od 1925. do 1952. godine
- Komunistička partija Sovjetskog Saveza (ruski Коммунистическая партия Советского Союза)  KPSS - od 1952. do 1993. Godine

## Generalni tajnici KPSS-a od 1922. do 1991. godine
- Josif Staljin - od 3. travnja 1922. do 5. ožujka 1953. godine
- Georgij Maljenkov - od 6. ožujka 1953. do 7. rujna 1953. godine
- Nikita Hruščov - od 7. rujna 1953. do 14. listopada 1964. godine
- Leonid Brežnjev - od 14. listopada 1964. do 10. studenog 1982. godine
- Jurij Andropov - od 12. studenog 1982. do 9. veljače 1984. godine
- Konstantin Černjenko - od 13. veljače 1984. do 10. ožujka 1985. godine
- Mihail Gorbačov - od 11. ožujka 1985. do 24. kolovoza 1991. godine